# Groß-Umstadt
Groß-Umstadt – miasto w Niemczech, w kraju związkowym Hesja, w rejencji Darmstadt, w powiecie Darmstadt-Dieburg.

## Miasta partnerskie
- Saint-Péray, Francja
- Santo Tirso, Portugalia